# Olle Kullinger
Olle Kullinger, född 5 augusti 1974 i Uppsala, är en svensk advokat och före detta fotbollsspelare. 

## Biografi
Kullinger slog tidigt igenom som anfallsspelare i IF Vindhemspojkarna. Han var en starkt bidragande orsak till denna förenings vandring från Division IV till Division II. Därefter avancerade Kullinger till spel i Superettan med Enköpings SK. Även i denna klubb blev Kullinger en målmaskin av stora mått, och ESK kvalificerade sig för första gången för allsvenskt spel genom en andraplacering i Superettan 2002. Kullinger lockades emellertid i stället till Halland för spel i Halmstads BK. HBK:s intensiva träning under Jonas Therns ledarskap verkade dock ej väl på Kullinger, och sejouren i Allsvenskan blev något av en besvikelse. Mitt under säsongen 2004 flyttade därför Kullinger till IF Brommapojkarna, där han återigen hamnade i toppstrid i Superettan. Under en och en halv säsong i den väststockholmska klubben noterades Kullinger för elva mål på 30 spelade matcher.
Efter säsongen 2005 skrev Kullinger kontrakt med IK Sirius. Två variabler sammanföll härvidlag: Kullingers civila arbetsplats Enköpings tingsrätt flyttade under hösten 2005 till lokaler i Uppsala, och IK Sirius satsning mot spel i Superettan verkade lovande (bland annat hade ett samarbete med svenska mästarna Djurgårdens IF inletts). Kuriosa i sammanhanget är att Kullinger tidigare i sin karriär valt bort spel i Sirius till förmån för spel i Vindhemspojkarna. Säsongen 2006 hjälpte han Sirius upp till Superettan. Där gjorde Sirius succé, men Kullinger gick mest skadad. Efter säsongen 2007 slutade Kullinger med fotbollen.